# Liste der Kirchengebäude im Dekanat Bad Tölz-Wolfratshausen
Die Liste der Kirchengebäude im Dekanat Bad Tölz-Wolfratshausen listet die Kirchengebäude im Dekanat Bad Tölz-Wolfratshausen im Erzbistum München und Freising, welches 2024 aus den vorherigen Dekanaten Bad Tölz und Wolfratshausen gebildet wurde. 

## Liste

### Ehemaliges Dekanat Bad Tölz
| Bild | Pfarrkirche                                   | Ort            | Patrozinium                     | Nebenkirchen und Kapellen | Anmerkungen                                              |
| ---- | --------------------------------------------- | -------------- | ------------------------------- | --- | -------------------------------------------------------- |
|      | Pfarrkirche St. Leonhard                      | Ascholding     | St. Leonhard                    | Kapelle St. Georg, auch Schimmelkapelle genannt | Pfarrverband Dietramszell                                |
|      | Pfarrkirche Hl. Familie                       | Bad Tölz       | Hl. Familie                     | | Pfarrverband Bad Tölz                                    |
|      | Pfarrkirche Mariä Himmelfahrt                 | Bad Tölz       | Mariä Himmelfahrt               | Kalvarienbergkirche Hl. Kreuz Leonhardikapelle Franziskanerkirche Nebenkirche Bad Tölz-Maria Namen (Mühlfeldkirche) | Pfarrverband Bad Tölz                                    |
|      | Pfarrkirche St. Peter und Paul                | Beuerberg      | St. Peter und Paul              | Marienkirche, auch Friedhofskirche genannt Hl. Vitus, Oberherrnhausen | ehm. Kloster Beuerberg Pfarrverband Königsdorf-Beuerberg |
|      | Pfarrkirche Mariä Himmelfahrt                 | Dietramszell   | Mariä Himmelfahrt               | Filialkirche St. Anna Humbach | Pfarrverband Dietramszell                                |
|      | Kuratiekirche St. Martin                      | Ellbach        | St. Martin                      | | Kuratie, Pfarrverband Bad Tölz                           |
|      | Pfarrkirche St. Michael                       | Gaißach        | St. Michael                     | Filialkirche St. Nikolaus Greiling | Pfarrverband Gaißach-Reichersbeuern                      |
|      | Pfarrkirche St. Valentin                      | Hechenberg     | St. Valentin                    | St. Peter und Paul, Kirchbichl | Pfarrverband Dietramszell                                |
|      | Pfarrkirche St. Laurentius                    | Königsdorf     | St. Laurentius                  | Filialkirche Mariä Heimsuchung, Oberbuchen Filialkirche Sankt Margaretha, Huppenberg | Pfarrverband Königsdorf-Beuerberg                        |
|      | Pfarrkirche St. Jakob                         | Lenggries      | St. Jakob                       | Filialkirche Maria Königin (Fall) Kalvarienberg Kapelle St. Johannes der Täufer (Schloß Hohenburg) Kapelle St. Antonius (Wegscheid) Kapelle St. Anna (Fleck) Maria-Hilf-Kapelle (Lenggries) Kapelle St. Sebastian und St. Rochus (Schlegldorf) Königskapelle (Vorderriß) |                                                          |
|      | Kuratiekirche Zu den Sieben Schmerzen Mariens | Linden         | Zu den Sieben Schmerzen Mariens | Maria Magdalena, Lochen | Kuratie, Pfarrverband Dietramszell                       |
|      | Pfarrkirche St. Korbinian                     | Reichersbeuern | St. Korbinian                   | | Pfarrverband Gaißach-Reichersbeuern                      |
|      | Pfarrkirche St. Andreas                       | Sachsenkam     | St. Andreas                     | Filialkirche St. Jakobus, Piesenkam Kloster Reutberg |                                                          |
|      | Pfarrkirche St. Katharina                     | Thankirchen    | St. Katharina                   | Filialkirche Maria Geburt, Peretshofen Filialkirche St. Georg, Rampertshofen | Kuratie, Pfarrverband Dietramszell                       |
|      | Pfarrkirche St. Nikolaus                      | Wackersberg    | St. Nikolaus                    | Filialkirche Unbeflecktes Herzen Mariä, Arzbach Filialkirche St. Johannes der Täufer, Fischbach | Pfarrverband Bad Tölz                                    |

### Ehemaliges Dekanat Wolfratshausen
| Bild | Pfarrkirche                                        | Ort                                             | Patrozinium              | Nebenkirchen und Kapellen | Anmerkungen |
| ---- | -------------------------------------------------- | ----------------------------------------------- | ------------------------ | --- | --- |
|      | Pfarrkirche Herz Jesu                              | Höhenrain, Gemeinde Berg                        | Heiligstes Herz Jesu     | Filialkirche St. Johann Baptist, Berg Kapelle St. Anna in Berg Kapelle am Höllgraben in Allmannshausen Filialkirche St. Valentin in Allmannshausen Filialkirche St. Martin und St. Nikolaus in Farchach Filialkirche St. Peter und Paul in Harkirchen Kapelle St. Anna in Kempfenhausen Filialkirche St. Stephan in Mörlbach Wegkapelle in Sibichhausen | Pfarrverband Aufkirchen Pfarrkirche Herz Jesu mit Architekt Hansjakob Lill Gedenkkapelle zum Gedächtnis an König Ludwig II. mit Architekt Julius Hofmann Seihe auch: Liste der Baudenkmäler in Berg (Starnberger See) |
|      | Pfarrkirche Wallfahrtskirche St. Mariä Himmelfahrt | Aufkirchen, Gemeinde Berg                       | Mariä Himmelfahrt        | Klosterkapelle Aufkirchen, Kloster Aufkirchen Unbeschuhte Karmelitinnen | Pfarrverband Aufkirchen |
|      | Pfarrkirche Hl. Familie                            | Geretsried                                      | Hl. Familie              | Nikolauskapelle Kapelle in Buchberg Filialkirche St. Benedikt in Gelting | Stadtkirche Geretsried Siehe auch: Liste der Baudenkmäler in Geretsried |
|      | Pfarrkirche Maria Hilf                             | Geretsried                                      | Maria Hilf               | | Stadtkirche Geretsried |
|      | Pfarrkirche Mariä Himmelfahrt                      | Münsing                                         | Mariä Himmelfahrt        | Kapelle in Ambach Schlosskapelle Heilige Drei Könige beim Schloss Ammerland in Ammerland Wegkapelle in Weipertshausen Kapelle St. Koloman in Weipertshausen Ortskapelle in Attenkam Kapelle in Bolzwang Weilerkapelle in Pischetsried Filialkirche St. Heinrich in Sankt Heinrich Kapelle St. Kastulus in Schallenkam Kapelle in Sonderham, Fürstegernberg Filialkirche St. Vitus in Staudach | Pfarrverband Münsing Siehe auch: Liste der Baudenkmäler in Münsing |
|      | Pfarrkirche St. Michael                            | Degerndorf in Münsing                           | Michael                  | | Pfarrverband Münsing |
|      | Pfarrkirche St. Johann Baptist und Georg           | Holzhausen am Starnberger See in Münsing        | Johann Baptist und Georg | | Pfarrverband Münsing |
|      | Pfarrkirche St. Martin                             | Egling                                          | Martin                   | Wallfahrtskirche St. Sebald in Egling Ortskapelle St. Florian in Attenham Filialkirche St. Valentin in Aufhofen (Egling) Filialkirche St. Andreas in Geilertshausen Kapelle St. Leonhard in Harmating Schlosskapelle im Schloss Harmating Kapelle St. Georg in Hornstein Wegkapelle in Moosham Kindswieskapelle in Neufahrn Filialkirche St. Johannes Baptist in Neufahrn Wegkapelle in Oehnböck Kapelle St. Coloman in Reichertshausen Kapelle in Dettenhausen Filial- und Kuratiekirche Mariä Himmelfahrt in Ergertshausen Kapelle St. Georg in Eulenschwang Filialkirche St. Georg in Feldkirchen Filialkirche St. Georg in Puppling Weilerkapelle in Sachsenhausen Weilerkapelle in Schalkofen Kapelle St. Elisabeth in Siegertshofen Kapelle Mariä Heimsuchung in Weihermühle | Pfarrverband Egling Siehe auch: Liste der Baudenkmäler in Egling |
|      | Pfarrkirche St. Nikolaus                           | Deining, Gemeinde Egling                        | Nikolaus                 | Gemeindliche Kapelle St. Georg in Hornstein | Pfarrverband Egling |
|      | Pfarrkirche St. Valentin                           | Endlhausen, Gemeinde Egling                     | Valentin                 | Filialkirche St. Georg, Eulenschwang Filialkirche St. Andreas, Geilertshausen Ortskapelle St. Dreifaltigkeit in Großeichenhausen Gemeindliche Kapelle Zum Heiligen Florian in Attenham | Pfarrverband Egling Großeichenhausen ist ein Ortsteil der Gemeinde Sauerlach im Landkreis München, gehört aber zur Pfarrei Endlhausen–St. Valentin                                                                    |
|      | Pfarrkirche St. Peter und Paul                     | Thanning, Gemeinde Egling                       | Peter und Paul           | Filialkirche St. Georg, Feldkirchen Filialkirche St. Elisabeth, Siegertshofen Filialkirche St. Valentin, Aufhofen Filialkapelle St. Leonhard, Harmating Filialkapelle St. Koloman, Reichertshausen | Pfarrverband Egling |
|      | Pfarrkirche St. Dionysius und Juliana              | Schäftlarn                                      | Dionysius und Juliana    | Nischenkapelle in Schäftlarn Waldkapelle in Schäftlarn Filialkirche St. Martin in Neufahrn Waldkapelle in Neufahrn Filialkirche St. Michael in Zell | Pfarrverband Schaftlarn Kloster Schäftlarn (Bayerische Benediktinerkongregation) Siehe auch: Liste der Baudenkmäler in Schäftlarn                                                                                     |
|      | Pfarrkirche St. Georg                              | Hohenschäftlarn, Gemeinde Schäftlarn            | Georg                    | Filialkirche St. Peter und Paul, Baierbrunn | Pfarrverband Schaftlarn |
|      | Pfarrkirche Hl. Kreuz                              | Icking                                          | Hl. Kreuz                | Alte Kirche Heilig Kreuz St. Anian und St. Marinus, Irschenhausen St. Bartholomäus, Walchstadt | Pfarrverband Schaftlarn |
|      | Pfarrkirche St. Christophorus                      | Percha, Gemeinde Starnberg                      | Christophorus            | Filialkirche St. Valentin | Pfarrverband Aufkirchen Östlich Würm, Abfluss Starnberger See, ungleich Dekanat Starnberg vom Bistum Augsburg Siehe auch: Liste der Baudenkmäler in Starnberg                                                         |
|      | Kuratiekirche St. Ulrich                           | Wangen, Gemeinde Starnberg                      | Ulrich                   | | Pfarrverband Aufkirchen Östlich Würm, Abfluss Starnberger See, ungleich Dekanat Starnberg vom Bistum Augsburg |
|      | Pfarrkirche St. Laurentius                         | Großdingharting, Gemeinde Straßlach-Dingharting | Laurentius               | Filialkirche St. Peter und Paul in Straßlach Marienkapelle in Beigarten Kapelle Maria Immaculata in Deigstetten Kapelle zur Schmerzhaften Muttergottes in Ebertshausen Wallfahrtskapelle Maria Dolorosa in Großdingharting Filialkirche St. Martin in Holzhausen Filialkirche St. Anna in Kleindingharting Frimmerkapelle in Kleindingharting Kapelle St. Ulrich in Mühltal | Siehe auch: Liste der Baudenkmäler in Straßlach-Dingharting |
|      | Stadtpfarrkirche St. Andreas                       | Wolfratshausen                                  | Andreas                  | Filialkirche Hl. Dreifaltigkeit in Wolfratshausen Frauenkapelle in Wolfratshausen Kalvarienberg in Wolfratshausen Filialkirche St. Laurentius in Nantwein Kapelle in Weidach | Stadtkirche Wolfratshausen Siehe auch: Liste der Baudenkmäler in Wolfratshausen |
|      | Pfarrkirche St. Josef der Arbeiter                 | Waldram, Stadt Wolfratshausen                   | Josef der Arbeiter       | | Stadtkirche Wolfratshausen |